# Jacqueline Epskamp
Jacqueline Epskamp is een Nederlands scenarioschrijver, auteur en docent aan de Nederlandse Film- en Televisieacademie. Ze is bekend van het schrijven van de films Drift, De Fuik en Loverboy en van de televisieseries Stellenbosch, Divorce en De co-assistent.

## Filmografie

### Schrijver
- 2024 - Tegendraads
- 2022 - Zwanger & Co
- 2022 - Casa Coco
- 2016 - Eng
- 2016 - Zwarte Tulp II
- 2015 - Zwarte Tulp I
- 2015 - Familie Kruys
- 2014 - Pak Van Mijn Hart
- 2013-2015 - Divorce seizoen I-II-III-IV
- 2013 - Verliefd op Ibiza
- 2013 - Van Gogh; Een huis voor Vincent
- 2011 - Levenslied
- 2011 - Hart tegen Hard
- 2010 - LelleBelle
- 2010-2011 - De co-assistent III-IV
- 2008 - De Fuik
- 2007 - Stellenbosch
- 2004 - Milan en de zielen
- 2003 - Verder dan de maan
- 2003 - Loverboy
- 2001-2003 - Ernstige Delicten I-II-III
- 2001 - Drift
- 1997 - Van zaterdag op zondag

### Regisseur
- 1997 - Van zaterdag op zondag